# Ciclogenesi

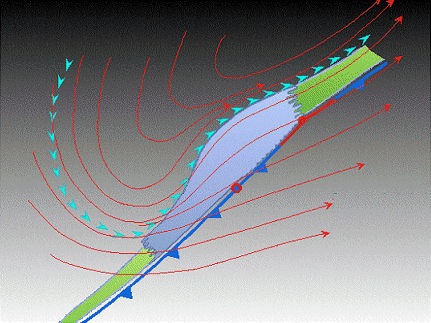
Nell'immagine, la zona di formazione dell'onda frontale iniziale (l'area di bassa pressione) è indicata dal punto rosso. Solitamente è perpendicolare alla zona di formazione di nubi a forma di foglia (foglia baroclinica). La localizzazione dell'asse del livello superiore della corrente a getto è indicata dalle frecce azzurre.

In meteorologia la ciclogenesi è il processo di nascita e sviluppo o rafforzamento della circolazione ciclonica nell'atmosfera, cioè la formazione di una zona di bassa pressione. Il processo opposto alla ciclogenesi viene chiamato ciclolisi.

## Caratteristiche

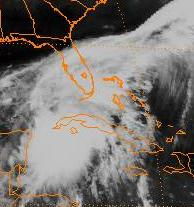
Depressione tropicale nel mar dei Caraibi, stadio di origine dei cicloni tropicali

Il termine ha un significato piuttosto vasto che include almeno tre processi differenti, ognuno dei quali dà luogo allo sviluppo di una forma di ciclone, la cui dimensione può andare dalla microscala alla scala sinottica passando per la mesoscala:
- Ciclone tropicale, originato da una cella calda e collegato a numerosi fronti temporaleschi
- Ciclone extratropicale, collegato a una cella fredda
- Mesociclone, che partendo da una cella calda all'interno di un temporale convettivo sopra la superficie terrestre, può condurre alla formazione di un tornado.

Il processo attraverso cui in un ciclone extratropicale si ha un brusco abbassamento della pressione atmosferica (almeno 24 millibar in un periodo di 24 ore) viene chiamato ciclogenesi esplosiva o bomba meteorologica, ed è solitamente presente durante la formazione di un noreaster.
L'equivalente anticiclonico, cioè il processo di formazione di una zona di alta pressione, viene chiamato anticiclogenesi.
Il meccanismo fisico che regola la ciclogenesi è noto come instabilità baroclina.